# Lauren Goins
Lauren Goins (* 22. September 1983 in Anaheim, Kalifornien, USA) ist eine ehemalige US-amerikanische Volleyballspielerin.
Goins spielte für die Collegemannschaft Fullerton Titans, wo sie auch ihr Studium mit dem Bachelor in Sportpsychologie abschloss. Danach wechselte sie nach Deutschland zum Zweitligisten Fighting Kangaroos Chemnitz. Anschließend spielte sie beim niederländischen Erstligisten DOK Dwingeloo. 2007 wechselte Goins zum deutschen Zweitligisten TSV Alemannia Aachen, wo sie gleich im ersten Jahr in die erste Bundesliga aufstieg und das Achtelfinale des DVV-Pokals erreichte. 2008/09 erreichte sie mit der Alemannia erneut das Pokal-Achtelfinale und schaffte 2009 den Klassenerhalt. Danach beendete sie ihre Volleyballkarriere. 